# Salomé con la cabeza de Juan el Bautista (Lucas Cranach, 1530)
Salomé con la cabeza de San Juan Bautista es un cuadro de 1530 del pintor alemán Lucas Cranach.

## El tema
El tema de la pintura es una ilustración de la historia descrita en el Nuevo Testamento, en el Evangelio de Mateo (Mt. 14, 1-12). Salomé y la cabeza de Juan el Bautista en una bandeja, junto a Judit con la cabeza cortada de Holofernes, fue objeto de numerosas pinturas durante el Renacimiento y el Barroco y de nuevo, ahora teñida de morbosidad, durante el Modernismo o Art Nouveau. A Cranach se le atribuyen tres pinturas supervivientes del tema, incluidas la Salomé de 1526 y la Salomé de 1515.

## Descripción de la imagen
Esta pintura se conoce como Salomé Esterhazy; el nombre proviene de la colección Esterhazy, donde se encontraba la pintura antes de 1871. Esta es la segunda versión de Salomé que se encuentra en Museo de Bellas Artes de Budapest. Su composición no difiere de las versiones anteriores, pero Cranach introdujo aquí un nuevo elemento: una abertura rectangular a un paisaje de fondo en el lado izquierdo del cuadro. El vestido de la joven es incluso más rico que en las versiones anteriores, luciendo un suntuoso vestido con un corpiño de color dorado brocado, las mangas muy decorativas con una abertura por donde asoman ahuecadas las de la camisa. Lleva un sombrero rojo con plumas de avestruz en la cabeza sobre una redecilla con perlas. La gargantilla de perlas y piedras preciosas y collares son una versión todavía más espléndida de la anterior versión. Según Waldemar Łysiak, la "Salomé Esterhazy es un ejemplo perfecto de "manierismo sajón". Dibujo nítido, dureza gótica de formas, desproporcionalidad, líneas espirales de contornos y detalles, finalmente un pequeño paisaje del Danubio y unificando toda la cromática con bellas soluciones por momentos".
Su rostro de cutis delicado sonríe, pero con menos malicia que la versión anterior de 1526.